# Microsoft Windows 10のバージョン履歴/バージョン 1903
Microsoft Windows 10のバージョン履歴/バージョン 1903では、Microsoft Windows 10のバージョン履歴のうち、バージョン 1903の更新履歴について記述する。

## バージョン履歴
このバージョンのテスト期間中、Fast リングのユーザーを対象に「Skip Ahead」オプションが設定され、これを選択すると、バージョン 1903の開発がある程度進んだ段階で、そのリリースを待つことなくバージョン 2004のプレビュー版を受け取ることができるようになっていた。

このため以下に掲げるバージョン 1903の更新履歴においても、Skip Aheadを含むFast リングの全ユーザーに配布されたバージョンについては単に「Fast リング」と表記し、Skip Aheadを選択しなかったFast リングユーザーのみに配布されたバージョンでは「Fast リング（通常のみ）」と表記する。
| Windows 10 バージョン 1903のプレビュービルド | Windows 10 バージョン 1903のプレビュービルド                                                           | Windows 10 バージョン 1903のプレビュービルド |
| OS ビルド ブランチ                           | リリース日                                                                                             | 概要・新機能 |
| -------------------------------------------- | --- | --- |
| 18204.1001 rs_prerelease                     | Skip Ahead : 2018年7月25日                                                                             | - Mixed Reality Flashlight - ｢Microsoft Edge｣の強化 - Unicode 11の新しい絵文字への対応や既存の絵文字のデザイン修正 - 時刻の正確性とトレーサビリティ強化 - キオスクモードの改善 - アップデート時の体験の改善（再起動のタイミングの調整） - その他多数の改善、及びバグフィックス         |
| 18214.1000 rs_prerelease                     | Skip Ahead : 2018年8月10日                                                                             | - Your Phoneアプリが利用可能に - その他多数の改善、及びバグフィックス |
| 18219.1000 rs_prerelease                     | Skip Ahead : 2018年8月16日                                                                             | - ナレーターの改善 - その他多数の改善、及びバグフィックス |
| 18234.1000 rs_prerelease                     | Skip Ahead : 2018年9月6日                                                                              | - Microsoft To-Doのインクサポート - Sticky Notes 3.0 - Snip & Sketchの改良 - その他多数の改善、及びバグフィックス |
| 18237.1000 rs_prerelease                     | Skip Ahead : 2018年9月12日                                                                             | - サインイン画面にアクリル効果を追加 - Your Phone（同期電話）」アプリ強化 - その他多数の改善、及びバグフィックス |
| 18242.1000 rs_prerelease                     | Skip Ahead : 2018年9月18日                                                                             | - 主に改善及びバグフィックス |
| 18247.1001 rs_prerelease                     | Skip Ahead : 2018年9月26日                                                                             | - 主に改善及びバグフィックス |
| 18252.1000 rs_prerelease                     | Fast リング : 2018年10月3日                                                                            | - イーサネット設定の強化 - ｢Windows Ebrima｣のフォントでADLaM（アドラム文字）の対応 - その他多数の改善、バグフィックス |
| 18262.1000 rs_prerelease                     | Fast リング : 2018年10月17日                                                                           | - タスクマネージャーの強化 - 削除可能な初期搭載アプリが増加（電卓、ペイント3Dなど） - その他多数の改善、バグフィックス |
| 18267.1001 rs_prerelease                     | Fast リング : 2018年10月24日                                                                           | - ベトナム語のためのTelex入力方式と数字キーベースのキーボードが利用可能 - より多くのシンボルがタッチキーボードで利用可能 - アクセシビリティの改善 - Windows検索の拡張モード - その他多数の改善、バグフィックス                                                                         |
| 18272.1000 rs_prerelease                     | Fast リング : 2018年10月31日                                                                           | - Windows Helloのサインインオプションの改良 - 入力の改良 - アクセシビリティの改良 - その他多数の改善、バグフィックス |
| 18277.1000 rs_prerelease                     | Fast リング : 2018年11月7日                                                                            | - 進化するフォーカスアシスト - アクションセンターの改善 - Emoji 12の準備 - 高DPIの改良 - Windows Defender Application Guardの追加設定 - 日本語IMEの改良 - その他多数の改善、バグフィックス                                                                                             |
| 18282.1000 rs_prerelease                     | Fast リング : 2018年11月14日                                                                           | - Windows Light Theme - snip機能の改良 - モダンな印刷体験の改良 - Windows Updateの改善 - バッテリー駆動時のディスプレイの輝度の変更 - その他多数の改善、バグフィックス |
| 18290.1000 rs_prerelease                     | Fast リング : 2018年11月28日                                                                           | - スタートメニューにFluentデザインの導入 - 日付と時刻の設定オプションに時計同期追加 - 検索とCortana体験の改良 - Windows Updateの通知 - その他多数の改善、バグフィックス |
| 18298.1000 rs_prerelease                     | Fast リング : 2018年12月10日                                                                           | - サインインオプションの統合 - ファイルエクスプローラーの改善 - スタートメニューの改良 - タッチキーボードの改良 - コンソールの更新 - メモ帳の更新 - ナレーターの改良 - 簡単アクセスの改良 - Windows 10セットアップ体験の更新 - Windows Updateの通知 - その他多数の改善、バグフィックス |
| 18305.1000 rs_prerelease                     | Fast リング : 2018年12月19日                                                                           | - スタートレイアウトのシンプル化 - Windows Sandbox - Windows Securityアプリの改良 - シンボルや顔文字をホットキーで入力 - クリップボード履歴の新しい外観 - 設定ホーム画面の更新 - ファイルエクスプローラでフレンドリーな日付 - 日本語IMEの再リリース - その他多数の改善、バグフィックス |
| 18309.1000 rs_prerelease                     | Fast リング : 2019年1月3日                                                                             | - 合理化されたWindows Hello PINリセット操作が、すべてのWindowsエディションで利用可能 - すべてのWindows 10エディションでパスワードなしのMicrosoftアカウントでWindowsにサインイン可能 - ナレーターの改良 - 簡単アクセスの改良 - その他多数の改善、バグフィックス                         |
| 18312.1001 rs_prerelease                     | Fast リング : 2019年1月9日                                                                             | - Windows 10を最新の状態に保つためのディスク容量の確保 - FLSスロット制限の増加 - 初期状態に戻すUIの改良 - Windows Subsystem for Linuxコマンドラインツールの改良 - その他多数の改善、バグフィックス                                                                                     |
| 18317.1000 rs_prerelease                     | Fast リング : 2019年1月16日                                                                            | - 検索とCortanaの分離 - スタートの信頼性の改良 - 設定のフォント管理の改良 - Windows Insider Program設定画面の簡単化 - Windows Consoleの更新 - その他多数の改善、バグフィックス |
| 18323.1000 19h1_release                      | Fast リング : 2019年1月24日                                                                            | - RAWイメージフォーマットのサポート - Lightテーマの改良 - その他多数の改善、バグフィックス |
| 18329.1 19h1_release                         | Fast リング : 2019年2月1日                                                                             | - 検索にトップアプリの追加 - Windows Mixed RealityでWin32アプリを実行 - ADLaMとOsageキーボードのサポート - その他多数の改善、バグフィックス |
| 18334.1 19h1_release                         | Fast リング : 2019年2月8日                                                                             | - 主に改善及びバグフィックス |
| 18342.1 19h1_release                         | Fast リング（通常のみ）: 2019年2月20日 Slow リング: 2019年2月27日                                      | - ゲーム関連機能の改良 - ファイルエクスプローラ内のLinuxファイル - インサイダー向けのその他の更新 - その他多数の改善、バグフィックス |
| 18343.1 19h1_release                         | Fast リング（通常のみ）: 2019年2月22日                                                                 | - 主に改善及びバグフィックス |
| 18346.1 19h1_release                         | Fast リング（通常のみ）: 2019年2月26日                                                                 | - 主に改善及びバグフィックス |
| 18348.1 19h1_release                         | Fast リング（通常のみ）: 2019年3月1日                                                                  | - 主に改善及びバグフィックス |
| 18351.1 19h1_release                         | Fast リング（通常のみ）: 2019年3月5日                                                                  | - 主に改善及びバグフィックス |
| 18353.1 19h1_release                         | Fast リング（通常のみ）: 2019年3月8日                                                                  | - 主に改善及びバグフィックス |
| 18356.1 19h1_release                         | Fast リング（通常のみ）: 2019年3月12日 Slow リング: 2019年3月15日                                      | - Androidスマホとの連携機能 - その他多数の改善、バグフィックス |
| 18358.1 19h1_release                         | Fast リング（通常のみ）: 2019年3月15日                                                                 | - 主に改善及びバグフィックス |
| 18361.1 19h1_release                         | Fast リング（通常のみ）: 2019年3月19日                                                                 | - 主に改善及びバグフィックス |
| 18362.1                                      | Fast リング（通常のみ）: 2019年3月20日 Slow リング: 2019年3月22日 Release Preview リング: 2019年4月8日 | - 主に改善及びバグフィックス |
| 18362.30                                     | Fast リング（通常のみ）: 2019年4月4日 Slow リング: 2019年4月4日 Release Preview リング: 2019年4月8日   | - 主に改善及びバグフィックス |
| 18362.53                                     | Fast リング（通常のみ）: 2019年4月9日 Slow リング: 2019年4月9日 Release Preview リング: 2019年4月9日   | - セキュリティの強化 - その他改善及びバグフィックス - 通常版Fast リングは4月10日よりバージョン 2004のプレビュー版に移行したため、このビルドがバージョン 1903の最後の配信となった。 |
| 18362.86                                     | Slow リング: 2019年5月1日 Release Preview リング: 2019年5月1日                                         | - 主に改善及びバグフィックス |
| 18362.113                                    | Slow リング: 2019年5月14日 Release Preview リング: 2019年5月14日                                       | - セキュリティの強化 - その他改善及びバグフィックス |

| Windows 10 バージョン 1903の公開後の更新 | Windows 10 バージョン 1903の公開後の更新 | Windows 10 バージョン 1903の公開後の更新                                                     | Windows 10 バージョン 1903の公開後の更新 |
| OS ビルド                                | KB番号                                   | リリース日                                                                                   | 概要 |
| ---------------------------------------- | ---------------------------------------- | -------------------------------------------------------------------------------------------- | --- |
| 18362.116                                | KB4505057                                | Slow リング: 2019年5月19日 Release Preview リング: 2019年5月19日 一般リリース: 2019年5月21日 | |
| 18362.145                                | KB4497935                                | Slow リング: 2019年5月24日 Release Preview リング: 2019年5月24日 一般リリース: 2019年5月24日 | |
| 18362.175                                | KB4503293                                | Slow リング: 2019年6月11日 Release Preview リング: 2019年6月11日 一般リリース: 2019年6月11日 | |
| 18362.207                                | KB4501375                                | Release Preview リング: 2019年6月25日 一般リリース: 2019年6月27日                            | |
| 18362.239                                | KB4507453                                | Release Preview リング: 2019年7月9日 一般リリース: 2019年7月9日                              | |
| 18362.263                                | KB4505903                                | Release Preview リング: 2019年7月17日                                                        | |
| 18362.264                                | KB4505903                                | Release Preview リング: 2019年7月19日                                                        | |
| 18362.266                                | KB4505903                                | Release Preview リング: 2019年7月24日                                                        | |
| 18362.267                                | KB4505903                                | Release Preview リング: 2019年7月25日 一般リリース: 2019年7月26日                            | |
| 18362.295                                | KB4512508                                | Release Preview リング: 2019年8月13日 一般リリース: 2019年8月13日                            | |
| 18362.325                                | KB4512941                                | Release Preview リング: 2019年8月22日                                                        | |
| 18362.327                                | KB4512941                                | Release Preview リング: 2019年8月26日                                                        | |
| 18362.329                                | KB4512941                                | Release Preview リング: 2019年8月29日 一般リリース: 2019年8月30日                            | |
| 18362.356                                | KB4515384                                | Release Preview リング: 2019年9月10日 一般リリース: 2019年9月10日                            | |
| 18362.357                                | KB4522016                                | Release Preview リング: 2019年9月23日 一般リリース: 2019年9月23日                            | |
| 18362.385                                | KB4517211                                | Release Preview リング: 2019年9月23日                                                        | |
| 18362.387                                | KB4517211                                | Release Preview リング: 2019年9月25日 一般リリース: 2019年9月26日                            | |
| 18362.388                                | KB4524147                                | Release Preview リング: 2019年10月3日 一般リリース: 2019年10月3日                            | |
| 18362.418                                | KB4517389                                | Release Preview リング: 2019年10月8日 一般リリース: 2019年10月8日                            | |
| 18362.446                                | KB4522355                                | Release Preview リング: 2019年10月17日                                                       | |
| 18362.448                                | KB4522355                                | Release Preview リング: 2019年10月18日                                                       | |
| 18362.449                                | KB4522355                                | Release Preview リング: 2019年10月23日 一般リリース: 2019年10月24日                          | |
| 18362.476                                | KB4524570                                | Release Preview リング: 2019年11月12日 一般リリース: 2019年11月12日                          | |
| 18362.535                                | KB4530684                                | Release Preview リング: 2019年12月10日 一般リリース: 2019年12月10日                          | |
| 18362.592                                | KB4528760                                | Release Preview リング: 2020年1月14日 一般リリース: 2020年1月14日                            | |
| 18362.628                                | KB4532695                                | Release Preview リング: 2020年1月28日 一般リリース: 2020年1月28日                            | |
| 18362.657                                | KB4532693                                | Release Preview リング: 2020年2月11日 一般リリース: 2020年2月11日                            | |
| 18362.693                                | KB4535996                                | Release Preview リング: 2020年2月26日 一般リリース: 2020年2月27日                            | |
| 18362.719                                | KB4540673                                | Release Preview リング: 2020年3月10日 一般リリース: 2020年3月10日                            | |
| 18362.720                                | KB4551762                                | Release Preview リング: 2020年3月12日 一般リリース: 2020年3月12日                            | |
| 18362.752                                | KB4541335                                | Release Preview リング: 2020年3月21日 一般リリース: 2020年3月24日                            | |
| 18362.753                                | KB4554364                                | Release Preview リング: 2020年3月30日 一般リリース: 2020年3月30日                            | |
| 18362.778                                | KB4549951                                | Release Preview リング: 2020年4月14日 一般リリース: 2020年4月14日                            | |
| 18362.815                                | KB4550945                                | 一般リリース: 2020年4月21日                                                                  | |
| 18362.836                                | KB4556799                                | 一般リリース: 2020年5月12日                                                                  | |
| 18362.900                                | KB4560960                                | 一般リリース: 2020年6月9日                                                                   | |
| 18362.904                                | KB4567512                                | 一般リリース: 2020年6月16日                                                                  | |
| 18362.959                                | KB4565483                                | 一般リリース: 2020年7月14日                                                                  | |
| 18362.997                                | KB4559004                                | 一般リリース: 2020年7月21日                                                                  | |
| 18362.1016                               | KB4565351                                | 一般リリース: 2020年8月11日                                                                  | |
| 18362.1049                               | KB4566116                                | 一般リリース: 2020年8月20日                                                                  | |
| 18362.1082                               | KB4574727                                | 一般リリース: 2020年9月8日                                                                   | |
| 18362.1110                               | KB4577062                                | 一般リリース: 2020年9月16日                                                                  | |
| 18362.1139                               | KB4577671                                | 一般リリース: 2020年10月13日                                                                 | |
| 18362.1171                               | KB4580386                                | 一般リリース: 2020年10月20日                                                                 | |
| 18362.1198                               | KB4586786                                | 一般リリース: 2020年11月10日                                                                 | |
| 18362.1199                               | KB4594443                                | 一般リリース: 2020年11月19日                                                                 | |
| 18362.1237                               | KB4586819                                | 一般リリース: 2020年11月19日                                                                 | |
| 18362.1256                               | KB4592449                                | 一般リリース: 2020年12月8日                                                                  | - このビルドをもって、Enterprise エディションおよびEducation エディションを含む全エディションで、バージョン 1903のサポートが完全に終了した。 |